# Wodzisław (gmina)
Wodzisław est une gmina rurale du powiat de Jędrzejów, Sainte-Croix, dans le centre-sud de la Pologne. Son siège est le village de Wodzisław, qui se situe environ 15 km au sud-ouest de Jędrzejów et 51 km au sud-ouest de la capitale régionale Kielce.
La gmina couvre une superficie de 176,66 km2 pour une population de 7 585 habitants.

## Géographie
La gmina inclut les villages de Brzeście, Brzezinki, Dębiany, Droblin, Folga Pierwsza, Jeziorki, Judasze, Kaziny, Klemencice, Konary, Kowalów Dolny, Kowalów Górny, Krężoły, Łany, Laskowa, Lubcza, Ludwinów, Mieronice, Mierzawa, Nawarzyce, Niegosławice, Nowa Olszówka, Olbrachcice, Pękosław, Piotrkowice, Podlesie, Pokrzywnica, Promyk, Przezwody, Przyłęczek, Przyłęk, Przyrąb, Sadki, Sielec, Stara Olszówka, Strzeszkowice, Świątniki, Wodacz, Wodzisław, Wola Lubecka, Września et Zarzecze.
La gmina borde les gminy de Działoszyce, Jędrzejów, Kozłów, Książ Wielki, Michałów et Sędziszów.